# Карл Маркс
Карл Хајнрих Маркс (Трир, 5. мај 1818 — Лондон, 14. март 1883) је био немачки филозоф, политички економиста, историчар, новинар, социолог и један од највећих критичара капитализма и теоретичар социјалистичке мисли, вођа радничког покрета и водећа личност Прве интернационале. Најпознатији је по памфлету Комунистички манифест из 1848. године (са Фридрихом Енгелсом) и свом тротомном делу Капитал (1867–1894), критици класичне политичке економије која користи његову теорију историјског материјализма у анализи капитализма, што је кулминација његовог животног дела. Марксове идеје и њихов каснији развој, колективно познате као марксизам, имали су огроман утицај.
Рођен је у Триру у образованој породици правника, после гимназије студирао је право у Бону и Берлину али се паралелно бавио и филозофијом, политичком економијом, историјом, социологијом, новинарством и уметношћу. У току и након студија постао је члан младохегеловског Доктор клуба. Докторирао је у Јени 1841. са темом из историје филозофије: Разлика између Демокритове и Епикурове филозофије природе. Био је главни уредник Рајнских новина у Келну 1842. које је пруска влада убрзо забранила. У Паризу 1843. је покренуо Немачко-француске годишњаке и упознао свог каснијег 40-годишњег пријатеља и сарадника Фридриха Енгелса. Након прогона из Француске 1845. преселио се у Брисел. Након пресељења у Брисел, били су активни у Савезу комуниста, а 1848. године су написали Комунистички манифест, који изражава Марксове идеје и износи програм револуције. Маркс је протеран из Белгије и Немачке, а 1849. се преселио у Лондон, где је написао Осамнаести бример Луја Бонапарте (1852) и Капитал. Од 1864. године, Маркс је био укључен у Међународно радничко удружење (Прва интернационала), у којем се борио против утицаја анархиста које је предводио Михаил Бакуњин. У својој Критици Готског програма (1875), Маркс је писао о револуцији, држави и преласку на комунизам. Умро је без држављанства 1883. године и сахрањен је на гробљу Хајгејт.
Марксове критике историје, друштва и политичке економије тврде да се људска друштва развијају кроз класне сукобе. У капиталистичком начину производње, ово се манифестује у сукобу између владајућих класа (буржоазије) које контролишу средства за производњу и радничке класе (пролетаријата) која омогућава та средства продајом своје радне снаге. Користећи свој историјско-материјалистички приступ, Маркс је предвидео да капитализам производи унутрашње тензије попут претходних друштвено-економских система и да ће те тензије довести до његовог самоуништења и замене новим системом познатим као социјалистички начин производње. За Маркса, класни антагонизми у капитализму – делимично због његове нестабилности и склоности кризама – довешће до развоја класне свести радничке класе, што ће довести до њиховог освајања политичке моћи и на крају до успостављања бескласног, комунистичког друштва које чини слободно удруживање произвођача. Маркс је активно инсистирао на његовој примени, тврдећи да радничка класа треба да спроведе организовану пролетерску револуционарну акцију како би срушила капитализам и довела до друштвено-економске еманципације.
Маркс је описан као једна од најутицајнијих личности модерног доба, а његов рад је био и хваљен и критикован. Марксизам је извршио велики утицај на социјалистичку мисао и политичке покрете, а марксистичке школе мишљења попут марксизма-лењинизма и његових огранака постале су водеће идеологије револуција које су преузеле власт у многим земљама током 20. века, формирајући комунистичке државе. Марксов рад у економији имао је снажан утицај на модерне хетеродоксне теорије рада и капитала, и он се често наводи као један од главних архитеката модерне социологије.

## Биографија

### Детињство
Карл Маркс је рођен 5. маја у Триру, римокатоличком граду, у рајнској покрајини у Пруској., као треће дете адвоката Хајнриха Маркса и Хенриете Пресбург. Његови преци су већ од XVII века били рабини у Триру, деда Мордехај Маркс Леви, био је рабин од 1788. до 1804. Само презиме Маркс било је од скоро презиме очеве породице. Њихово право презиме Халеви прешло је у Леви а потом од Мерц у германизовано Маркс. Брат његовог оца, Самуел, је све до смрти 1827. био рабин. Деда његове мајке, Хенриете Пресбург, односно Пресброк, је такође био рабин у Нимегеу. Карлов отац се, у ствари, звао Хершел али је приликом преласка у хришћанство (1816. или 1817.?) то име германизовано у Хајнрих. Карлов отац, Хершел Маркс, био је први у породици који је добио секуларно образовање. Да би избегао антисемитизам он се определио за лутеранство које је у католичком Триру било у мањини. За Хершела је припајање Порајња Пруској значило професионалну катастрофу јер према Прогласу пруског цара Фридриха Вилхелма III од 11. март 1812. који је регулисао права Јевреја забранио им је да обављају одређена занимања, нарочито адвокатуру. Карл, његова браћа и сестре крштени су 26. августа 1824. у еванђелистичкој цркви у Триру. Лутеран Хајнрих Маркс хтео је својој деци да пружи такво васпитање и образовање да његова породица буде једнака са другим и она нису имала јеврејско васпитање. Хајнрих је 1. октобра купио кућу за своју многобројну породицу од осморо деце: Софија (1816), Херман (1819), Хенриета (1820), Лујза (1821), Емилија (1822), Каролина (1824) и Едуард (1826). До своје дванаесте године Карл је ишао у лутеранску основну школу. Ништа значајније о његовом детињству се не зна.
Његов отац је постао јавни тужилац 1821, бавио се судским пословима, потом је постао правни саветник и своју каријеру завршио је као председник трирске адвокатске коморе. Хершел Маркс постао је релативно богат, и поседовао је неколико винограда у Мозелу. Био је и члан једне врсте ротари клуба који се звао Касино клуб. Био је позната и угледна личност у Триру. Као човек просветитељства, Хајнрих је био заинтересован за идеје филозофа Имануела Канта и Волтера, учествовао је у агитацији за устав и реформе у Пруској, која је тада била апсолутна монархија. Његов утицај на младог Карла био је велик. Матерњи језик његове мајке Хенријете био је холандски. Лоше је говорила немачки. Карл према њој није гајио нежна осећања, Хенријета Пресбург, била је полуписмена холандска Јеврејка, јер је много времена посвећивала својој породици. Потицала је из просперитетне пословне породице која је касније основала компанију Филипс. Њен брат, Марксов ујак, Бенџамин Филипс био је богати банкар и индустријалац, од кога ће Карл и Џени Маркс касније често тражити позајмице док су били у прогонству у Лондону. У октобру 1830.
Карл је започео школовање у гимназији Фридрих Вилхелм која је некада била исусовачки колеџ. Гимназију је похађао до 1835. Директор гимназије био је Јохан Хуго Витенбах, Кантов ученик, професор историје, писац и филозоф, пријатељ Карловог оца. Гимназија је била жариште политичког слободоумља а сам Витенбах припадао је групи професора привржених идејама француске револуције. Витенбах је заједно са Марксовим оцем био један од предводника Касино клуба. На једном од састанака они су отпевали Ла Марсељезу и друге револуционарне песме. Након царевог писма трирском градоначелнику уследило је затварање књижевног клуба Касино. У годинама свог раног интелектуалног формирања млади Карл је имао сазнања о Француској револуцији, Декларацији о правима човека и грађанина, политичкој демократији и Кантовој филозофији под утицајем свог оца и Јохана Витенбаха. Један од првих немачких социјалиста, Лудвиг Гал, живео је у Триру до 1832. Карл се у гимназији ипак није бавио никаквом политичком активношћу. Тајни владин доушник Нохл није га ставио на списак осумњичених. Завршни испит у гимназији полагао је од 17. до 23. септембра 1835. Испит се састојао из веронауке, превода једне Хорацијеве оде са латинског, једног састава о Августовом царству, по једног превода одломка из Илијаде, Тукидида и Софокла са грчког и једног превода из Монтескјеове књиге Разматрања о узроцима величине и пропасти Римљана. Из историје је имао питања о Сервију Тулију и заузимању Цариграда у Петом крсташком рату. Завршни матурски писмени рад је био на немачком језику: Размишљања младића приликом избора занимања. Идеје које је млади Карл изложио у том раду биле су под Кантовим утицајем и оне се могу срести и у многим његовим текстовима из зрелог доба. Ту задаћу је оцењивао Витенбах: она садржи велико изобиље идеја, али јој на многим местима недостаје јасноће и прецизности. Неки мисле да се таква критика може применити и на многе касније Марксове списе.
Након примања завршног сведочанства проводи време дуж обала Моселе, занима се за девојке и заљубљује у своју будућу супругу Џени фон Вестфален. Њен млађи брат, Едгар, је био у истом разреду гимназије са Карлом. Њен отац, барон Лудвиг фон Вестфален, био је владин саветник, такође лутеран и припадник Касино клуба. Лудвиг, човек велике културе и изузетне интелектуалне истанчаности је младом Карлу отворио нове интелектуалне видике, упознао га са делом: Хомера, Шекспира и Сервантеса. Ти писци ће остати све до смрти његови омиљени аутори. Свом предрагом очинском пријатељу, поверљивом владином саветнику, г. Лудвигу фон Вестфалену... као сведочанство синовске љубави Карл је, касније, посветио и своју докторску дисертацију. Родитељи и пријатељи младог Карла зову надимком Мохр. Након тајне веридбе одлази на Универзитет у Бон 17. октобра 1835. да студира право. Први пут напушта родитељски дом. Ван породичне средине препуштен је самом себи.

### Млади Маркс
Карл се по очевој жељи уписао на правни факултет али је осећао да га привлачи уметност, песништво и књижевност. У првом семестру универзитетске 1835-36. године слуша предавања из шест предмета, три од њих нису правни предмети: Грчко-римска митологија, Питања о Хомеру и Историја модерне уметности. Постао је члан Трирског клуба, (студената из Трира). Губи занимање за своју породицу. Пише песме а отац му се брине због његових предавања и да му син не постане тричави стихоклепац. У другом семестру 1836. изабран је за председника клуба студената из Трира. Обилазио је кафане, дворане за плес, проводио весео живот немачких студената. Између студентских клубова било је честих препирки и сукоба. Клубови су се делили на студенте буржоаског порекла и клубове аристократских студената. У једном таквом сукобу који је прерастао у стварни двобој са аристократским клубом Борусија-корпс Маркс је у мају 1836. био лакше рањен у десно око. Издаци младог студента Маркса били су позамашни. Током другог семестра је попустио у учењу и показао отворено помањкање интереса за студиј права. У том семестру једино предавање које је било оцењено као марљиво и пажљиво похађано било је латинска књижевност код професора А. В. Шлегела. Тема предавања била је Елегије Проперција, песника Августова века. Песнички кружок у који је залазио с политичког гледишта није био безазлен, међу члановима био је и Карл Грин, будући социјалист, каснији директор немачког седмичног листа Vorwarts (Напред). Отац Хајнрих му је 1. јуна сасвим службено јавио да га намерава пребацити с Бонског на Берлински универзитет, верујући да ће се тамо уразумити и уозбиљити. У напомени отпусног сведочанства Бонског универзитета писало је :због ноћног узнемиравања и пијанства био је у једнодневном притвору. Није био осумњичем да је био члан клубова који су за студенте забрањени. Карл се вратио у Трир и провео у породици свој последњи одмор.
Своје песме посветио је својој вољеној Џени фон Вестфален.
На Универзитет у Берлину уписао се 22. октобра 1836..
У Старолајпцишкој улици бр.1 изнајмио је скромну собу. Сматрало се да је универзитет у пруској престоници најбољи по изврсности својих професора и озбиљности студената, храм рада. Царска цензура била је, такође, изврсна. Почиње да се бави књижевним радом, пише неколико поглавља историјског романа, први чин трагедије а све под утицајем романтизма. У написаном се осећао снажан утицај Лесинга, Шилера и Гетеа. Први објављени текстови су му били поезија, у берлинском недељнику Атенаум. Убрзо прекида своју књижевну каријеру. У марту 1837. обавестио је Лудвига фон Вестфалена о веридби са његовом ћерком Џени. Посећује два сата предавања из веронауке седмично. Врло темељно учи грчки и латински, изучава Цицерона, Тацита, Хорација, Платона, Тукидида, Хомера и Софокла. Похађа предавања из француског и хебрејског. У његовом програму из прве године ту су још следећа градива: немачка књижевност, математика, физика и историја. У октобру 1837. послао је оцу последње песме које је написао. Након летње духовне слабости по наговору лекара одлази у село Стрелов, близу Берлина. У том селу је написао филозофски дијалог Клеант или о полазној тачки и нужном даљем кретању филозофије. Све песме и скице за романе ту спаљује. Отац га обавештава писмом 10. фебруара 1838. да је тешко болестан и да је разочаран Карловим трошењем новца. Угледу Берлина као интелектуалног центра допринео је Хегел који је до своје смрти 1831. тамо држао универзитетску катедру филозофије. Маркс је могао да осети Хегелов посмртни сјај. Сви професори, ипак, нису били Хегелови ученици. Маркс је да испуни обећање оцу уписао три предмета: Пандекта, код историчара права Савињија; Кривично право код Едуарда Ганса, (врло угледних професора права), и Антропологију код Стефенса. Савињи је био један од главних теоретичара конзервативне историјске правне школе. Маркс је марљиво похађао Савињијева предавања али не веома марљиво како је писало за предавања Едуарда Ганса, Хегеловог ученика. У свом делу из 1836. Ганс пише о својим сусретима са сенсимонистима у време јулске револуције у Паризу. Могуће је у Марксовом делу наћи читаве Гансове реченице. У летњем семестру 1837. Маркс је слушао три предавања из права: Канонско право, Општи немачки грађански поступак и Пруски грађански поступак. У зиму 1837-38. похађао је само предавања из Кривичног поступка. У летњем семестру 1838. уписао је три предмета: Логику, Општу географију и Пруско грађанско право које је слушао изванредно вредно. Хегела је проучавао 1837. Читао је филозофе Фихтеа, Канта и Бекона, и правнике Савињија и Тибауда. Увео је обичај да у бележнице језгровито уноси садржаје прочитаних књига. Чита Шелинга, Аристотела. Док ме држала зловоља, навикао сам се да с краја на крај урањам у Хегела, како је то чинио велики број његових ученика, запиао је. Маркс истрајава у студирању права и писмом обавештава оца да жели да крене у судије. 1837. је умро Марксов брат Едуард.
Карл почиње да посећује Докторклуб, који је био место где су се скупљали филозофи, историчари и теолози који су били од њега много старији. У то време хегеловство је била службена пруска филозофија. Хегелови ученици су се делили на две групе: левица и десница. Старохегеловци су се залагали за измирење филозофије и религије. Оправдавали су хришћанство и улогу цркве. Бранили су пруску државу. Хегеловска левица је наглашавала дијалектику и настојали су да је примене на подручје идеја и стварност света. Односили су се критички према постојећој религији, хришћанству и према свакој религији, постојећој пруској држави, и свакој другој. Хегеловска левица је објединила покрет политичке опозиције у Прусији који се развијао од јулске револуције 1830. Неспокојне због тога пруске власти су забраниле противверске и противпруске чланке и текстове. Хабсбуршко царство под Метернихом и даље је владало средњом Европом. Изгледало је да тадашње руско царство јача. Младохегеловски покрет обликовао се у таквом расположењу и околностима као и мисао младог Маркса. Маркс је био у прилици да чује све расправе послехегеловског раздобља. Халешки годишњаци које је покренуо Арнолд Руге 1838. постали су младохегеловски лист. Докторклуб је окупљао неколико представника хегеловске левице. Један од чланова био је Бруно Бауер, који је на универзитету предавао теологију. У клубу се поред филозофије расправљало о политици. Полицијски извештаји су, међутим, писали да је разблудан живот чланова клуба. Део новца Маркс је трошио и на те пијанке. У полугодишту 1838-39. Маркс је наставио студирање права, међутим у летњем семестру 1839. он напушта студиј. Његово завршно сведочанство са студија садржи оцену само из једног предмета: О Исаији, код Бруне Бауера. Одлучио је да буде филозоф и да одбрани докторат из филозофије.
У октобру 1839. Бруно Бауер напушта Берлин и одлази у Бон где је именован за приватног доцента на теолошком факултету. Бауер се надао да ће Марксу осигурати наставничко место на Бонском универзитету што га је подстакло да састави своју тезу и проучавање класичне грчке филозофије изложи у дисертацији. Године 1840. у Прусији је на власти био Фридрих Вилхелм IV који је био још конзервативнији од свог претходника. У то време је нови министар просвете сменио Шелинга са места ректора Берлинског универзитета. По савету Бруне Бауера Маркс текст своје дисертације:Разлика између Демокритове и Епикурове филозофије природе предаје на Универзитет у Јени, који се налазио ван пруске територије. Маркс је 6. априла 1841. послао своју тезу а 15. априла 1841. добио је сведочанство у ком је писало да је доктор филозофије. Одлучио је да напусти Берлин и одлази у Порајње, одлази у Келн.

### Рајнске године 1841—1843.
Након краћег боравка у Келну и Триру у мају 1841. доктор Маркс и Бруно Бауер планирају да покрену часопис Архив атеизма. Бауер се вратио у Берлин, међутим, био је смењен са свог положаја на Бонском универзитету, на захтев самог цара. То је значило да се и за Маркса затварају универзитетска врата. Група либералних припадника келнске буржоазије основала је 15. децембра 1841. у форми деоничарског друштва Рајнске новине за политику, трговину и индустрију. Новине се појављују 1. јануара 1842. Маркс је имао одређени утицај на редакцију новина али је био настањен у Бону и није могао да активно суделује у редакцији. 24. децембра је пруска влада објавила Указ у ком препоручује да се у штампи и у литератури угуше све критике темељних верских принципа и увреде морала и добрих обичаја. (3. марта 1842. преминуо је Лудвиг фон Вестфален.) Маркс тај Указ критикује у свом чланку: Без слободе штампе све друге слободе постају илузорне. У лето 1842. преминуо је његов брат, Херман, и Маркс је морао да се врати породици у Трир која му је ускратила материјалну помоћ.
Дана 9. августа Рајнске новине су објавиле Марксов текст Филозофски манифест историјске правне школе, његова сарадња је постала редовна. У том чланку он критикује, свог бившег професора, Савињија, који је од стране цара био именован за министра законодавства. У лето 1842. младохегеловски круг u Берлину се реорганизовао и на месту Доктор клуба појавио се клуб ’’Freien’’ (Слободни). Том клубу су поред Бруне Бауера припадали: Едгар Бауер, Едуард Мејен, Макс Штирнер и Фридрих Енгелс. После позива из редакције Рајнских новина доктор Маркс 15. октобра 1842. напушта Бон и настањује се у Келну да би уређивао дневне новине и суделовао у расправама Келнског круга покретача Рајнских новина. Тих месеци Маркс је читао француске социјалистичке писце: Шарл Фуријеа, Пјер Лероа, Виктора Консидерана и Пјера Прудона. У Рајнским новинама пише и Мозес Хес који је 21. априла 1842. објавио манифест француских комуниста. Маркс чита тек изашлу Прудонову књигу Шта је власништво?. Аугсбуршке новине су 15. октобра 1842. критиковале Рајнске новине и оптужиле их за комунизам. Маркс као главни уредник одмах је одговорио и у свом чланку поменуо пре свега Прудоново оштроумно дело сведочећи тиме о свом занимању за социјалистичка питања.
Новинарски посао навео је Маркса да се врло детаљно занима конкретним питањима. Саставио је низ чланака о расправама у Рајнској земаљској скупштини поводом крађе дрва. Нови закон је пооштрио мере против дрвокрадица. Тим поводом је у Порајњу на судовима било 150.000 поступака. Маркс пише, под утицајем Прудона, о власништву као крађи и сматра да је власништво настало на туђи рачун. Маркс је у то време одбио велики број чланака од берлинског клуба Слободних које је оквалификовао као мисаоно испразне брбљарије у неозбиљном стилу и мокрење на стари начин. Тако је његов сукоб с њима постао оштар. Истовремено, цензура га свакодневно непоштедно осакаћује и новине често једва могу да изађу. Сматрао је да је суштина новина у образовању публике. Био је за критику религије, као и Слободни, али и да се мање поиграва фирмом атеизма... а да се њен садржај шири међу народом. Раскинуо је везе са Бруном Бауером и берлински Слободни сматрају да је опортунист. Први лични сусрет између Маркса и Енгелса био је хладан. Маркс је Енгелсу изгледао сумњив због љубазности према власти. С друге стране, успех Рајнских новина пруској влади је био разлог за неспокој. За мање од годину дана број сталних претплатника попео се са 400 на 3400. Због сталних притисака на редакцију од владе задужених за цензуру сам министар за цензуру је сматрао да се тон новина неоспорно стишава.
Међутим, Рајнске новине су објавиле писма о положају мозелских виноградара. Влада је онда затражила да се објаве и службене исправке које оповргавају аргументацију мозелског дописника који говори о вампирима који већ дуго сишу крв. Маркс је саставио низ чланака о мозелским виноградарима који живе у нечувеној беди. У чланцима он тврди да је за њихов тешки положај одговорна влада. Серију његових чланака је зауставила цензура код чланака: Зла која поједоше Мозеле и Вампири Мозела, који су остали необјављени. Пруска влада је након што је већ забранила да се дистрибуирају Опште лајпцишке новине, најважније либералне новине у Немачкој, забранила на захтев цара, Ругеове Немачке годишњаке а након што су Рајнске новине 4. јануара 1843. објавиле чланак против руског царског апсолутизма 21. јануара уследила је и забрана Рајнских новина. До те забране је дошло после протеста цара Николе I код пруског амбасадора у Петрограду а иза забране је стајао Фридрих Вилхелм IV, лично. Маркс је тада записао:Ја сам се уморио од претварања, глупости, сировог ауторитета и нашег пренемагања, извртања, окретања леђа и прегањања речима. Влада ми је, дакле, поново вратила слободу. Због начина на који се проводила цензура Маркс је 18. марта објавио да се повлачи из уредништва Рајнских новина. Рајнске новине су престале да излазе 31. марта 1843.
То раздобље значило је озбиљну прекретницу у Марксовом животу, почео је да се занима економским проблемима и открива француски социјализам. Остао је без месечне зараде а био се и разишао са својом породицом; све док му је мајка била жива није имао право на породичну имовину. Отишао је у Бад Кројцнах код Мајнца. Тамо се у еванђелистичкој цркви 19. јуна 1843. венчао са својом седмогодишњом вереницом Џени од Вестфаленових. На венчању у цркви нико од Марксове родбине није био присутан а од Џени била је само мајка и полубрат Едгар. Карл, атеиста, венчао се у лутеранској цркви а Џенини аристократски рођаци, пијетисти, веровали су у господа на небу и господа у Берлину и нису били присутни. Пред Карлом и Џени било је 38 година тешког живота а оне су почеле меденим месецом на слаповима Рајне, крај Шафтхаузена у Швајцарској. У Бад Кројцнаху Марксови станују све до одласка у Париз крајем октобра 1843. Карл много чита и пише. Проучава историју Француске, саставља листе и индексе грађе о разним темама: племству, извршној власти, бирократији, породици, државним сталежима, друштвеним слојевима, итд. Детаљно проучава француску револуцију, историју Енглеске, Немачке, Шведске и Сједињених Држава. Чита Русоов Друштвени уговор, Монтескјеов Дух закона, Макијавелијеву расправу О држави. У то време почиње да открива економију и стиче историјско образовање. Пише Прилог критици Хегелове филозофије државног права, (писан од марта до августа 1843, а издато тек 1927). Чита два Фојербахова дела: Суштина хришћанства, објављена у новембру 1841. и 'Принципи филозофије будућности, објављени 1843.
Поред Фојербаха на Маркса поново утиче Бруно Бауер. Након читања његова два чланка: Јеврејско питање и Способност данашњих хришћана и Јевреја да постану слободни, објављена 1842. Карл у лето 1843. пише свој Прилог јеврејском питању. Маркс се лично није осећао као Јевреј. Његова писма врве антисемитским рефлексијама. Прилог јеврејском питању је несумњиво антисемитски текст. Он пише:Која је световна основа Јеврејства? Практична потреба, себичност. Који је световни култ јеврејства? Трговање. Ко је његов световни бог? Новац. Па добро! Еманципација од трговања и новца, дакле од практичног стварног јеврејства, била би самоеманципација нашег времена.  Даље пише: Јевреј се еманциповао на јеврејски начин, не само тако што је присвојио новчану моћ, него што је помоћу њега и без њега новац постао светска сила, а практични јеврејски дух практичним духом хришћанских народа, ...Новац је ревносни бог Израелов, пред којим не сме да постоји ниједан други бог... Маркс се задовољио тим да Јевреје означи као мету и предложи их за друштвени прогон. Али, Маркс шути о прогонству Јевреја кроз историју а жртва је био и његов отац Хершел, он је у Прусији морао да пређе у лутеранство да би задржао посао. Међутим, Маркс није сам у том мишљењу и социјалисти Фурије и Прудон су написали антисемитске текстове. Јевреј је непријатељ људског рода. Ту расу ваља вратити назад у Азију и искоренити је, писао је Пјер Прудон у свом Дневнику. Маркса све више занима и питање отуђења. Појаву отуђења он види у религији, политици и друштву и везује је за приватно власништво. Изграђујући и прецизирајући своју политичку критику он све више улази у социјални садржај и претпоставља нову димензију, димензију укидања приватног власништва а то је значило безобзирну критику свега постојећег. Он настоји да изнесе истину о друштвеним односима. Карл и Џени крећу у Париз. У Париз је породица Маркс стигла 11. октобра 1843.

### Париз 1843—1845.
По доласку у Париз породица Маркс се настанила у предграђу Сен Жермен где су пребивали и многи немачки исељеници. Арнолд Руге изнајмио је за њих стан у улици Ванеу 23. Џени Маркс је била у четвртом месецу трудноће. У истој улици на броју 22 налазило се уредништво Немачко-француског годишњака. Карл је дошао у милионску метрополу чију новију прошлост је детаљно изучио. 1. маја Џени је родила ћерку. Руге и Маркс нису успели у проналажењу француских сарадника за Годишњак. Француски социјалисти од којих су очекивали да ће сарађивати показали су да су узнемирени атеистичким тежњама часописа. Први и последњи број часописа изашао је у марту 1844. У њему је објављен део преписке између Маркса и Ругеа, два Енгелсова чланка:Нацрт за критику националне економије, студија Положај Енглеске; Писма из Париза Мозеса Хеса, Марксов Прилог јеврејском питању и Увод у Прилог критици Хегелове филозофије права. Маркс је писао:Религија је уздах потлаченог створења......Она је опијум народа...
Немачко-француских годишњака је нестало тек што су се појавили. Самог Ругеа је уплашила комунистичка оријентација коју је уочио на ступцима, првенствено Марксових чланака. Пруска влада је запленила примерке на границама и издала налог да се ухапсе главни уредници: Маркс, Руге и Хајне. Часопис је био одштампан у 3000 примерака и слабо се продавао у Француској а у Немачкој се није могао продавати. Руге је одустао од даљег рада и оставио Маркса без средстава. Управо у то време Маркс је открио политичку економију. На то је утицао Енгелсов чланак Нацрт за критику националне економије. Маркс је закључио да мора проучити економисте. И поред новчаних невоља, оскудице и што му се родила ћерка, Маркс је уронио у ново занимање – економске студије. Између фебруара и августа саставио је Економско-филозофске рукописе из 1844. У њима описује везу националне економије са државом, правом, моралом, грађанским животом. Маркс у Паризу чита економисте и од тада се више неће раздвајати од политичке економије. Први део Рукописа из 1844 управо је посвећен тумачењу одломака из дела економиста: надница, профит од капитала, земљишне ренте и отуђени рад. Његово штиво из 1844: Адам Смит :Истраживање природе и узрока богатства народа, Вилхелм Шулц:Кретање производње, Давид Рикардо:О начелима политичке економије и опорезивања... Надница се одређује непријатељском борбом између капиталисте и радника. Маркс долази до дефиниције пролетера, оног који живи без капитала и земљишне ренте, једино од рада и то једностраног, апстрактног рада. Маркс уводи нове појмове у своје мишљење: производне снаге, производни односи...; до којих је дошао асимилацијом грађе и кроз анализу кретања производње у Шулцовим радовима и анализом историје енглеске политичке економије. Реч пролетеријат долази од латинске речи proles (потомство). Пролетери су у Риму сачињавали центурију сиромашних грађана који су држави могли понудити само своје потомство. По Марксу, модерни пролетер није поседовао ништа осим своје радне снаге. Маркс истражује језив положај радника у свом времену. Суделовао је на састанцима париских радника. У Паризу је од 1834. постојао Савез прогнаних који је 1846. прешао у Савез праведних. Била је то пирамидална организација која је организована као тајно друштво. Обавестио је писмом Фојербаха да су комунисти тог лета два пута седмично похађали предавања о његовој књизи Суштина хришћанства. (Маркс је Савезу праведних службено приступио 1847)
У извештајима пруског Министарства за унутрашње послове у Паризу писало је:Изнајмили су просторију и у њој држе говоре којима отворено подстичу на убијање краља, укидање сваког власништва, ликвидирање богатих и вере, једном речју страхота. Истиче се да се окупи око 30 а неретко и 100 до 200 Немаца. Док је боравио у Паризу Маркс је био веома повезан са песником Хајнрих Хајнеом. Са Пјером Прудоном је водио много расправа и њихово пријатељство је трајало све до Марксовог одласка из Париза. Дружио се са Михајлом Бакуњином. Са Енгелсом је крајем 1844. написао књигу Света породица или Критика критичке критике. Књига је изашла у фебруару 1845. и била је оштра критика теза браће Бауер. Бауер хоће да творац историје буде дух и негира улогу масе у историји. Маркс потом жели да се прихвати детаљнијих анализа развоја политичке економије. Истовремено пруском цару је све несносније деловање немачких револуционара у француској престоници.
Дана 3. августа 1844. објављен је Бернаисов чланак у ’’Vorwarts’’-у (Напреду) насловљен Атентат на пруског цара. То је изазвало бурну реакцију пруског амбасадора у Паризу. Тадашњи француски министар унутрашњих послова пише француском министру иностраних послова:Још данас можемо из Француске удаљити оне ниткове, а имаће муке да негде другде издају своје новине; то је истина. Чланак је напрасит и гнусан. Прогон ми се чини врло оправдан. Њих су тројица: одговорни уредник г. Борштајн, др Руге и неки г. Маркс... Француски министар одредио је 25. јануар 1845. за прогон ниткова. Карл Маркс је добио решење о протеривању и саопштено му је да има 24 сата да оде из Француске. Марксу је пошло за руком да добије још осам додатних дана. Карл Маркс се 1. фебруара 1845. кочијом одвезао у Лијеж. У Бриселу је био 3. фебруара.

### Брисел, Маркс комунист 1845—1847.
Трир, Бон, Берлин, Келн, Бад Кројцнах, Париз, па Брисел и Белгија Леополда I. Карл Маркс је без средстава. 7. фебруара 1845. тражио је одобрење да у Белгији заснује место свог боравка. Белгијски министар правосуђа дао је налог да Маркс буде под присмотром јер је против њега у Прусији био издат налог за хапшење. 22. фебруара Маркс је потписао обавезу:У сврху добивања одобрења за пребивање у Белгији, својом чашћу преузимам обавезу да у Белгији нећу објавити ниједно дело о дневној политици. Зими 1844-1845 Фридрих Енгелс пише Положај радничке класе у Енглеској. 22. фебруара Енгелс пише Марксу:Чим је стигла вест о expulsion, сматрао сам нужним да одмах започнемо са субскрипцијом, како би комунистички расподелили на све нас посебне трошкове, које си ти имао. Енгелс предлаже Марксу да му исплати своја ауторска права за књигу о Енглеској. Тако он почиње Маркса новчано да испомаже што ће трајати и наредних година. Маркс је 1. фебруара потписао уговор са издавачем Ласкеом за искључиво право објављивања његове књиге Критика политике и националне економије, требало је само да је напише. За то дело нацрт су били Економско-филозофски рукописи који нису били објављени. Од фебруара 1845. до марта 1848. гомила белешке о читању, петнаест бележница са више од шест стотина страница из Сисмонди Студије о политичкој економији 1837, Историја политичке економије Адолфа Бланкија, Историја политичке економије у Италији Ј. Пекија 1830... подручје Марксове лектире се још проширује, проучава машине, филозофију мануфактура, П. Росијева Предавања из политичке економије Брисел, 1843.
Настанио се у једном малом стану у Бриселу у улици Пачеко бр. 35. Ту пише своје чувене Тезе о Фојербаху. Марксов текст садржи једанаест теза. Једанаеста је најпознатија:Досада су филозофи само различито тумачили свет а ради се о томе да се он треба променити. Маркс промену света сматра најважнијом. То значајно и из корена утиче на његово деловање. У априлу 1845. у Брисел је доселио Енгелс. Маркс је преселио у улицу Алијансе да би били ближе. Маркс је у Бриселу интензивно читао. У августу је Енгелс повео Маркса у његов први боравак у Енглеској. Боравили су у Манчестеру и Лондону. Тамо су упознали раднике из организације trade-union вође Савеза праведних, одређен број чартиста окупљених око листа ’’Northern Star’’ (Звезда Северњача). Маркс је упознао фонд библиотеке у Манчестеру и British Museum. Све то ће користити у свом каснијем истраживачком раду. Његова лектира у Енглеској из лета 1845. пописана је у три бележнице. Он се упознаје са кредитним механизмима, кретањем цена, демографским еволуцијама и одређеним бројем дела из политичке економије до којих није могао доћи у Бриселу. 26. септембра родила се његова друга кћер, Лаура.
Крајем августа био је опет у Бриселу. Радио је са Енгелсом на новој књизи:Немачка идеологија. Састављање те књиге трајаће од септембра 1845. до августа 1846. А књига је одговор Бауеру и Штирнеру на њихове критике Свете породице. Велик део Немачке идеологије посвећен је критици књиге Макса Штирнера Его и његово власништво. У тој књизи њихова критика обухвата и Фојербаха. ...ниједном од ових филозофа није уопште пало на памет да поставе питање о вези немачке филозофије са немачком стварношћу, о вези њихове критике са њиховом властитом материјалном околином. Одатле полази наговештај Маркс-Енгелсовог схватања историје са проучавањем односа између производних снага, поделе рада и различитих облика власништва. Њихове формулације касније ће добити своје име историјски материјализам. Марксова филозофија постаје све више економизам. Последњи значајан текст у Немачкој идеологији је напад на такозвани истински социјализам Карла Грина. Након путовања у Енглеску да би остали у вези са ’’Fraternal Democrats’’ (Братским демократама) из Лондона и са Лондонским удружењем за образовање немачких радника Маркс и Енгелс су основали Комунистички дописни комитет. Било је то зачињање Прве интернационале. 30. марта 1846. петнаестак комуниста се састало у Марксовој кући.

### Манифест комунистичке партије, 1848.
Крајем 1847. Маркс и Енгелс су почели да пишу њихов најпознатији рад - програм активности Савеза комуниста. Заједничко дело Маркса и Енгелса писано је од децембра 1847. до јануара 1848. године, а први пут је објављено 21. фебруара 1848. године под називом Комунистички манифест. Комунистички манифест изложио је веровања новог Савеза комуниста. Више то није било тајно друштво, Савез комуниста је сада хтео да циљеве и намере јасно прикаже широј јавности. Увод Манифеста је јасно утвдио главну основу марксизма, да је "Историја свих досадашњих друштава историја класних борби." У наставку се испитују антагонизми за које је Маркс тврдио су настали сукобом интереса буржоазије (богата капиталистичка класа) и пролетаријата (радничка класа). Полазећи даље од тога, Манифест представља аргументе зашто је Савез комуниста, за разлику од других социјалистичких и либералних политичких партија и група у то време, био једина партија која је заиста деловала у интересу пролетаријата и која се залагала за свргавање капитализма и успостављање социјализма.
Касније те године, Европа је доживела низ протеста, побуна и насилних револуција који су познати као револуција из 1848. године.
 У Француској, револуција је довела до свргавања монархије и успостављања Француске Друге републике. Маркс је подржавао такве активности, а пошто је недавно добио значајно наследство од свог оца, наводно користи трећину од тога да наоружа белгијске раднике који су планирали револуционарни устанак. Иако је истинитост ових навода спорна, белгијско Министарство правде га оптужује због тога и потом га хапси, а он је био приморан да побегне назад у Француску, где је веровао да ће бити безбедан.

### Келн 1848—1849, Маркс револуционар у време револуције
У нади да ће видети ширење револуције у Немачкој, 1848. Маркс се вратио у Келн, где је почео штампање летака под насловом Захтеви Комунистичке партије у Немачкој, у коме се залагао за само 4 од 10 начела из Манифеста, сматрајући да у Немачкој у то време, буржоазија мора прво да збаци феудалну монархију и аристократију пре него што пролетаријат збаци буржоазију. Дана 1. јуна, Маркс је почео штампање дневних новина "Neue Rheinische Zeitung", а финансирао се наследством свог оца. Новине су биле дизајниране да пренесу вести из целе Европе са марксистичком интерпретацијом догађаја.
За време издавања ових новина, Маркс и други револуционарни социјалисти су редовно малтретирани од стране полиције, а Маркс је чак и привођен у неколико наврата. Оптуживан је за разне ствари, између осталог за вређање Главног јавног тужиоца и за подстицање оружане побуне, међутим, сваки пут је био ослобођен. У међувремену, Пруски парламент је распуштен, а краљ Фридрих Вилхем IV је увео нови кабинет, који је имао задатак да спроведе контра-револуционарне мере и да уклони левичарске и друге револуционарне елементе из земље. На основу овога, "Neue Rheinische Zeitung" су убрзо укинуте и Марксу је наређено да напусти земљу 16. маја. Маркс се након овога вратио у Париз, у коме је тада спровођена оштра контра-револуције, а и владала је велика епидемија колере, па је Маркс убрзо и одавде избачен од стране градских власти, које су га сматрале великом претњом. Са супругом Џени, очекујући четврто дете, и у немогућности да се врати у Немачку или Белгију, у августу 1849. године пронашао је уточиште у Лондону.

### Живот и рад у Лондону
Писање за New York Tribune

## Одабрана библиографија
- Разлика између Демокритове и Епикурове филозофије природе, (докторска дисертација)[38] (1841. издата 1902)
- Критика Хегелове филозофије државног права (1843. изд. 1927)
- Прилог јеврејском питању (1843)
- Писма Ругеу (1843)
- Белешке о Џејмсу Милу (1844)
- Економско-филозофски рукописи из 1844. (1844. изд. 1932)
- Света породица или Критика критичке критике. Против Бруна Бауера и другова, са Енгелсом. (1845)
- Тезе о Фојербаху (1845. изд. 1888, у Енгелсовој редакцији)
- Немачка идеологија (1845. изд. 1932)
- Биједа филозофије (1847)
- Манифест комунистичке партије (са Енгелсом) (1848)
- Најамни рад и капитал (1849)
- Класне борбе у Француској (1850)
- Адреса Централног комитета Савеза комуниста
- Осамнаести бример Луја Бонапарте (1852)
- Открића о историји дипломатије 18. века
- Прилог критици политичке економије (1859)
- Теорије о вишку вредности (изд. 1905)
- Капитал. Критика политичке економије, прва књига (1867)
- Критика Готског програма (1875. изд. 1891)